# Gare de Reims
Gare de Reims – stacja kolejowa w Reims, w regionie Grand Est, we Francji. Znajdują się tu 4 perony.